# Olivier Dahan
Olivier Dahan (La Ciotat, província de Bouches-du-Rhône, 26 de junho de 1967) é um cineasta e roteirista francês.

## Filmografia
- Grace of Monaco (2014)
- La môme (2007)
- Les rivières pourpres II - Les anges de l'apocalypse (2004)
- La vie promise (2002)
- Le petit poucet (2001)
- Déjà mort (1998)
- Les fantômes du samedi soir (1997)
- Frères: La roulette rouge (1994)